# Академія навичок
Академія навичок (англ. Skills Academy) – соціальний проєкт, спрямований на розкриття талантів та розвиток практичних навичок учасників з метою їх подальшого працевлашування або самозайнятості. Проєкт реалізується через сайт www.skillsacademy.com.ua [Архівовано 27 грудня 2015 у Wayback Machine.] і оффлайн активність, є безкоштовним. На базі проєкту реалізовуються підпроєкти «Форум громадянської освіти» та «Донбас.UA».

## Історія
Проєкт «Академія навичок» був створений 2013 року Всеукраїнською молодіжною громадською організацією «Українська студентська спілка» (одна з найбільших і найдавніших студентських організацій України, рік заснування – 1993).
Унікальність проєкту знаходиться на стику онлайн освіти і побудови кар'єри. Розробники проєкту проаналізували найкращі онлайн освітні проєкти, сайти з працевлаштування, вивчили світові тренди в цих сферах, додали своє бачення і створили ефективну систему роботи з молоддю і дорослими, реалізовану як соціальна мережа з високим рівнем залучення людей в постійний процес розвитку власних навичок у цікавих для них сферах.
Прототипом проєкту став проєкт «Центр Майбутнього: Золотий кадровий резерв», що у 2011—2012 роках було реалізовано в оффлайн форматі. Було проведено 3 потужних Молодіжних інноваційних форуми (Київ, Донецьк), Ярмарок інтелектуального капіталу України (Хрещатик, 10 тис. осіб, 24 серпня 2012 р.), Молодіжний форум «Твій старт» (2013 р., Колонна зала КМДА, 500 осіб).

## Про проєкт

### Задачі проєкту
Академія навичок — це соціальний ліфт, який дозволяє розкрити і реалізувати таланти кожного. Окрім того, проєкт дозволяє надати практичні знання та навички для виховання успішного свідомого громадянина своєї держави.
Завданнями проєкту є:
- створення справжнього громадянського суспільства в Україні;
- створення і розвиток ринку інтелектуального капіталу в Україні;
- створення можливостей для появи потужного середнього класу, що стане фундаментом для сталого розвитку країни на принципах європейських цінностей;
- створити постійно діючу «фабрику талантів»;
- реалізувати механізм «соціального ліфту» в Україні на базі айті-технології «рейтингу успішності» учасників проєкту;
- надати молодому поколінню українців знання та навички з айті-грамотності, фінансової грамотності, підприємництва, пошуку роботи.

Система пошуку на сайті проєкту «Академія навичок» дозволяє роботодавцям за рейтингом знайти людей за різними критеріями з їхніми даними (місце проживання, вік, стать, область інтересів, пізніше – навички). Відразу ж можна перейти в профіль людини, написати їй повідомлення. Система дозволяє також відстежувати розвиток окремих людей.
Використовуючи механізми, що дозволяють відстежити зацікавленість людей в тій чи іншій темі (підприємництво, екологія, фінанси, тощо), ми зможемо легко створити спільноти людей за інтересами та регіонах.
Також ця система дозволить частково вирішити проблеми працевлаштування внутрішньо переміщених осіб (жителів східних регіонів, Криму). У роботодавців в пошуковій системі на сайті є фільтр, що допоможе налагодити пошук саме серед таких осіб.

### Додаткові проєкти

#### Форум громадянської освіти
Місія форуму полягає у підготовці українців до життя в справжньому громадянському суспільстві.
Проєкт реалізується за підтримки Вишеградського фонду. В рамках Форуму громадянської освіти передбачено створення онлайн курсів та реалізацію різноманітних інтерактивних заходів, що дозволять об'єднати людей за темами, які наразі є найгострішими у суспільстві: протидія корупції, дотримання прав і свобод, системна співпраця громадськості та влади, розвиток ОСББ, соціальне підприємництво тощо.

#### «Донбас.UA»
Метою є підготовка переселенців зі східних регіонів України до перепрофілювання їх діяльності.
Оскільки реалізація Проєкту відбувається на фоні економічної кризи в країні, та в період, коли є гостра необхідність у перепрофілюванні переселенців із застарілих професій (наприклад, гірничих) у сучасні, які користуються попитом на ринку праці сьогодні та можливостям, що відкриваються у сфері самозайнятості, треба увагу також приділити економічним знанням (фінансовій грамотності, підприємництву, роботі на себе (фрилансерство), створенню стартапів, опануванню професій, які наразі мають попит, особливо в IT та аграрному секторі тощо).
Тобто завданням проєкту є залучення переселенців та місцевих громад з різних областей до реалізації спільних проєктів на основі спільних інтересів, надання їм практичних навичок взаємодії між собою у відповідності з демократичними принципами і, в кінцевому результаті, побудові справжнього громадянського суспільства в Україні.

## IT-інновація
Проєкт повинен стати одночасно «соціальним ліфтом», що дозволяє отримати перше робоче місце і, таким чином, інструментом, який створює нові можливості для особистісного росту, дає шанс усім, хто хоче розкрити свій потенціал, перейти на новий якісний рівень у своїй діяльності. При цьому використовується ідеальна для сучасного часу модель – формат соціальної мережі.
Даний проєкт проходив пілотний етап протягом останніх двох років і наразі увійшов до ТОП-5 інноваційних проєктів України.
В рамках проєкту «Академії навичок» розробляються унікальні технології – Карта цілей, Інтерактивні паспорти професій, Інтерактивне резюме навичок та здібностей, профорієнтаційні тести, тести психологічних властивостей, ранжування великої бази даних учасників за різними критеріями, рейтинг успішності.
Онлайн рейтингова система дає можливість:
- Пропонувати учасникам вакансії в комерційних кампаніях, державних органах, неурядових організаціях тощо;
- Створювати «кадровий резерв» країни, конкретного регіону та міста або компанії;
- Пропонувати партнерство в проєктах, стартапах;
- Пропонувати залучення до різноманітних ініціатив, участь у заходах;
- Найкращим потенційним підприємцям (за рейтингом проєктів) – пропонувати міні-гранти для розвитку власного бізнесу;
- Найкращим студентам, аспірантам, викладачам (за рейтингом успішності на сайті) – пропонувати стажування за кордоном;
- «Вирощувати» мережу тренерів-мультиплікаторів для популяризації різних ідей в регіонах, так званих «провідників» технологій та знань.

## Освітня структура порталу
Основа проєкту – це Карта цілей [Архівовано 27 грудня 2015 у Wayback Machine.], яка складається з освітніх цілей. 
Освітня ціль складається з курсів. Курси містять 10-хвилинні відеолекції якісного формату від найкращих експертів ринку, лідерів громадянського суспільства. Кожна відео-лекція містить тести (пізніше — кейси), а система фіксує успішність проходження курсу кожною людиною (ранжована рейтингова система).
Відео-матеріали можна розміщувати також і на регіональних ТБ, рекомендувати для перегляду в школах, профільних ВНЗ.
Скоро всі бажаючи зможуть доповнювати курси своїми власними відео-матеріалами, поповнюючи базу практичних відео-уроків та готувати цілу мережу «народних» тренерів. Також система вже доступна для університетів для викладання власних курсів (створюючи українську Coursera).
Курси [Архівовано 27 грудня 2015 у Wayback Machine.]
Ціль «Знайти роботу»
Курс «Як визначити роботу мрії?»
Курс «Ефективне працевлаштування»
Курс «Ораторське мистецтво»
Курс «Тайм-менеджмент»
Курс «Нетворкінг (зв'язки вирішують все!)»
Ціль «Бути фрілансером»
Курс «Фріланс. З чого почати і як стати успішним?»
Ціль «Відкрити власну справу»
Курс «Підприємництво»
Ціль «Досягти фінансового успіху»
Курс «Особиста фінансова грамотність»
Курс «Психологія грошей»
Ціль «Жити в Європейській Україні»
Курс «Євроінтеграція України»
Курс «Європейські стандарти та цінності»
Ціль «Впливати на прийняття рішень»  
Курс «Демократичні цінності та механізми»
Курс «Прийняття рішень на локальному рівні»
Ціль «Стати ІТ спеціалістом»
Курс «IT-ринок, тренди, тенденції, робота»
Курс «Системний адміністратор»
Курс «Тестувальник»
Курс «Розробник»
Курс «Графіка та дизайн»
Курс «Менеджмент в ІТ»
Курс «Кібер-безпека»
Курс «Робототехніка»
Ціль «Створити ІТ-стартап»
Курс «Все про створення стартапу»
Курс «У пошуках інвестицій»
Курс «Захист інтелектуальної власності»
Ціль «Вивчити англійську мову»
Курс «Роль англійської мови»
Курс «Вивчити англійську мову»
Ціль «Стати соціальним підприємцем»
Курс «Соц.підприємство: історія, тенденції, можливості»
Курс «Стати соціальним підприємцем»
Ціль «Створити ОСББ»
Курс «Підготовка до створення ОСББ»
Курс «Діяльність ОСББ»
Ціль «Боротися з корупцією»
Курс «Антикорупційна діяльність»
Ціль «Електронне урядування»
Курс «Все про електронне урядування»
Викладачами курсів виступають виключно найкращі вітчизняні тренери, практики, які досягли успіху в цих сферах. Серед них: Людмила Богуш-Данд, Михайло Колісник, Андрій Сиротін, Євген Дейнеко, Наталія Махно, Анна Власова, Андрій Ніколов та багато інших. З часом система також дозволить всім охочим додавати своє відео.

### Офлайн активність
Команда проєкту також проводить презентаційну офлайн активність, а саме проведення профорієнтаційних заходів різноманітного характеру (кар'єрного, громадянського), в тому числі в профільних ВНЗ.

Передбачається:
- Проводити факультативні уроки громадянської освіти в школах та ВНЗ;
- Проводити факультативні уроки айті-грамотності в школах;
- Проводити профорієнтаційні заняття щодо IT-професій в школах та ВНЗ із залученням представників IT-компаній;
- Проводити семінари щодо відкриття стартапів в ВНЗ;
- Проводити факультативні уроки семінари щодо комерціоналізації наукових ідей на технічних факультетах ВНЗ.

## Партнери
Державні органи
- Міністерство освіти і науки України
- Міністерство молоді та спорту України
- Міністерство економічного розвитку і торгівлі України
- Державна служба зайнятості України
- Національне агентство з питань державної служби України
- Інститут модернізації змісту України
- Київська міська державна адміністрація

Університети
ВМГО «Українська Студентська Спілка» як ініціатор проєкту домовилась про співпрацю з топ-університетами України про реалізацію проєкту «Академія навичок», а саме підписала меморандуми, створила онлайн-представництва університетів на сайті (так звані «амбасади»), закріпила функцію амбасадора – координатора проєкту в університеті за представником університету. Триває налагодження співпраці з іншими університетами.
Громадські організації
- Європейська Бізнес Асоціація
- Український молодіжний форум